# Bill Sage
Bill Sage, właśc. William Sage III (ur. 3 kwietnia 1962 w Nowym Jorku) – amerykański aktor. Często współpracuje z reżyserem Halem Hartleyem.
Występował na scenie off-Broadwayu w spektaklach: Słodki ptak młodości Tennessee Williamsa, Elektra Eurypidesa, Szalony z miłości Sama Sheparda i Ciocia Dan i Lemon Wallace’a Shawna.

## Filmografia

### Filmy
- 1998: Sztuka wysublimowanej fotografii jako Arnie
- 2000: Informator jako młody stażysta
- 2000: Ryzyko jako agent FBI David Drew
- 2000: American Psycho jako David Van Patten
- 2001: Glitter jako ojciec Billiego
- 2004: Zły dotyk jako trener
- 2006: Upadłe niebo jako Thomas Knight Jr.
- 2008: Tennessee jako Roy
- 2009: Hej, skarbie jako pan Wicher
- 2013: We Are What We Are jako Frank Parker
- 2015: The Boy jako szeryf
- 2016: Fender Bender jako kierowca
- 2021: Droga bez powrotu. Geneza jako Venable / Ram Skull

### Seriale
- 1998: Seks w wielkim mieście jako Kurt Harrington
- 2002: CSI: Kryminalne zagadki Las Vegas jako Frank McBride
- 2004: Prawo i porządek: Zbrodniczy zamiar jako oficer Tommy Callahan
- 2004: Brygada ratunkowa jako Orland
- 2005: CSI: Kryminalne zagadki Miami jako Brad Manning
- 2006: Wzór jako Scott Winnard
- 2008: Agenci NCIS jako Reed Talbot
- 2008: Kaszmirowa mafia jako Bobby Walsh
- 2009: Prawo i porządek jako Kevin Morton
- 2010: Prawo i porządek: Zbrodniczy zamiar jako Forrest Caruso
- 2010–2011: Siostra Jackie jako Bill / mężczyzna zajmujący się napadem
- 2011: Zakazane imperium jako Solomon Bishop / George Bishop
- 2012: Impersonalni jako Reddy
- 2013: Białe kołnierzyki jako Andrew Dawson
- 2014: Elementary jako Jake Picardo
- 2014: Prawo i porządek: sekcja specjalna jako Bobby Masconi
- 2016: Hap i Leonard jako Howard
- 2017–2018: Power jako Sammy
- 2021: Magnum: Detektyw z Hawajów jako Elliot Hamler